# نیکول اگرت
 نیکول اگرت (انگلیسی: Nicole Eggert؛ زادهٔ ۱۳ ژانویهٔ ۱۹۷۲) یک هنرپیشه اهل ایالات متحده آمریکا است. وی از سال ۱۹۷۹ میلادی تاکنون مشغول فعالیت بوده‌است.
از فیلم‌ها یا برنامه‌های تلویزیونی که وی در آن نقش داشته است می‌توان به چارلز مسئول، هر چیزی برای عشق، بچه دو صفر و ثروتمند و مشهور اشاره کرد.